# الشركة السورية القطرية القابضة
الشركة السورية القطرية القابضة (SQHC) هي شركة قابضة تأسست في عام 2008 ومقرها في دمشق في سوريا ومملوكة بالتساوي لحكومتي سوريا وقطر. برأس مال معلن يبلغ 5 مليارات دولار أمريكي، فهي أكبر شركة قابضة في سوريا. استثمرت الشركة أو تخطط للاستثمار، في أمور أخرى، في توليد الطاقة والزراعة وصناعة الألبان والعصائر والأسمدة الفوسفاتية والرعاية الصحية والعقارات والخدمات المالية وتوزيع الوقود.
في أكتوبر 2009 وقعت مذكرة تفاهم مع وزارة الإسكان والتعمير السورية للاستثمار في معالجة مياه الصرف الصحي. وتحتفظ هيئة قطر للاستثمار بأسهم دولة قطر .